# Пенсія
Пе́нсія - регулярна грошова виплата (у розрахунку на місяць), яка призначається у встановленому державою порядку як захід матеріального забезпечення певних категорій осіб за принципами пенсійного страхування, загальнолюдської солідарності та субсидування.
Право на пенсію може виникнути протягом всього життя людини, починаючи з народження.
В Україні розрізняють такі види пенсійних виплат: пенсія за віком, пенсія за інвалідністю (у тому числі каліцтва), пенсія у зв'язку з втратою годувальника (призначаються відповідно до Закону України «Про загальнообов'язкове державне пенсійне страхування»), довічна пенсія, довічна обумовлена пенсія, довічна пенсія подружжя, одноразова пенсійна виплата, додаткові пенсії, пенсії за вислугу років (призначаються відповідно до Закону України «Про пенсійне забезпечення»). Крім того Українське законодавство передбачає особливі умови нарахування пенсійних виплат для осіб, які підпадають під дію Законів України «Про статус і соціальний захист громадян, які постраждали внаслідок Чорнобильської катастрофи», «Про наукову і науково-технічну діяльність», «Про пенсійне забезпечення осіб, звільнених з військової служби, та деяких інших осіб», «Про пенсії за особливі заслуги перед Україною», «Про соціальний захист дітей війни», «Про статус ветеранів війни, гарантії їх соціального захисту», «Про підвищення престижності шахтарської праці», «Про освіту», «Про державну службу» тощо. Словом «пенсія» називають також період часу в житті людини, протягом якого вона ніде не працює й отримує пенсійні виплати.
«Піти на пенсію» означає залишити роботу, маючи право на пенсійні виплати (як правило, у зв'язку з досягненням віку, необхідного для права на призначення пенсії за віком).
В Україні право на призначення пенсії за віком виникає: для чоловіків після досягнення 60 років, для жінок після досягнення 60 років.
За деяких умов вік, досягнувши який людина починає отримувати пенсійні виплати у розмірі пенсії за віком, може бути меншим (наприклад, для людей, робота яких була особливо важкою чи шкідливою для здоров'я, інвалідам I групи, учасників ліквідації наслідків аварії на ЧАЕС тощо).

## Державна і недержавна пенсія
У світовій практиці забезпечення прийнятного рівня доходів після досягнення пенсійного віку є обов'язком не лише держави, але й громадянина. Заощадження на пенсію відбуваються в основному через інститут недержавних пенсійних фондів (НПФ)
Недержавну пенсію виплачують додатково до державної. Розмір недержавної пенсії, на яку можуть сподіватися вкладники й учасники, залежить від розміру пенсійних внесків, періоду накопичення та суми отриманого інвестиційного прибутку. В Україні державні пенсії за принципами державного пенсійного забезпечення виплачувались до 01.01.2004 року, з переходом до системи пенсійного страхування під пенсіями маються на увазі пенсійні виплати коштами Пенсійного фонду України.
З моменту зарахування коштів на індивідуальний пенсійний рахунок вони стають вашою приватною власністю, на них поширюється право успадкування, їх не можна відчужити на користь третіх осіб.

## Максимальний розмір пенсії
Встановлені законодавством обмеження щодо розміру пенсії, яка може бути виплачена пенсіонерові. Максимальний розмір пенсії залежить від виду пенсії та категорії осіб, яким вона призначена.

## Мінімальні розміри пенсій
Встановлений державою мінімальний рівень матеріального забезпечення громадян, які одержують пенсію.
Мінімальні розміри пенсій залежить від виду пенсій та категорій осіб, які її одержують. Мінімальний розмір пенсії за віком пов'язаний з прожитковим мінімумом для непрацездатних осіб, розмір якого в свою чергу визначається щорічно законами про державний бюджет України та коригується щоквартально.

## Розрахунок розміру пенсії
Розмір переважної більшості пенсій в Україні складається власне з розміру пенсії, який умовно називають основним розміром пенсії, та різних пенсійних виплат (доплат). Основний розмір пенсії визначається за формулами, наведеними в Законі України «Про загальнообов'язкове державне пенсійне страхування». Додаткові виплати зазвичай обумовлені тим, що пенсіонер має особливий статус та його пенсія підпадає під дію відповідних законів — наприклад доплата дітям війни, ветеранам війни, за особливі заслуги перед Україною, додаткова пенсія учасникам ліквідації наслідків аварії на ЧАЕС тощо. Розмір таких доплат визначається відповідними законами або постановами Кабінету Міністрів України.
Основний розмір пенсії відповідає розміру пенсії за віком, та є основою для розрахунку багатьох інших видів пенсії. Наприклад пенсія за інвалідністю призначається у відсотках від основного розміру пенсії (пенсія інвалідам І групи дорівнює 100 % пенсії за віком); особи, які працювали на підприємствах з шкідливими умовами праці, мають пільги при обчисленні такого стажу; при розрахунку пенсії науковців в формулі застосовуються показники середніх зарплат за даними органів статистики а не органів Пенсійного фонду тощо.
На окремих умовах призначаються пенсії державних службовців — їх розмір пов'язаний з рангом державного службовця та посадовим окладом на момент виходу на пенсію, суддів, народних депутатів.

## Пенсії за особливі заслуги перед Україною
Законом України «Про пенсії за особливі заслуги перед Україною» передбачені спеціальні виплати громадянам України, що мають особливі заслуги перед державою в основних сферах громадської, військово-оборонної, офіційно-державної діяльності.
Станом на квітень 2017 року максимальна пенсія (зі слів міністра соціальної політики Андрія Реви) складає 58 тис. гривень. Її отримують Герої України та льотчики-випробовувачі.

## Пенсія за віком
- Закон України «Про загальнообов'язкове державне пенсійне страхування»
- Закон України «Про пенсійне забезпечення»